# HNLMS O 10
Le HNLMS O 10 ou Hr.Ms. O 10 (Pennant number: P10) est un sous-marin de la classe O 9 de la Koninklijke Marine qui a servi pendant la Seconde Guerre mondiale.

## Histoire
Le sous-marin a été commandé le 9 août 1921 et sa quille posée à Amsterdam au chantier naval de la Nederlandsche Dok en Scheepsbouw Maatschappij le 24 décembre 1923. Le lancement a eu lieu le 30 juillet 1925. Le 1er septembre 1926, le navire a été mis en service dans la marine néerlandaise.
En 1927, les O 10, O 11, Hertog Hendrik, Z 5, Z 6, Z 7 et Z 8 se sont rendus en Norvège.
En 1928, les O 10, Hertog Hendrik, Z 5, Z 6 et Z 7 ont fait un voyage en mer du Nord et ont visité Edimbourg. En 1929, les O 10, O 9, Jacob van Heemskerck, Z 5 et Z 6, se rendirent en mer Baltique pour des exercices. L'année suivante, le 30 juillet 1930, les O 9, O 10, Jacob van Heemskerck et Witte de With se sont rendus à Anvers.
En 1931, les O 10, O 9, O 8, Jacob van Heemskerck, Z 7 et Z 8 se rendirent à nouveau en mer Baltique pour des exercices. En 1936, il repart pour la Baltique avec ses navires jumeaux (sister ships) O 9 et  O 11, ainsi que les Hertog Hendrik et Z 5. En 1939, le O 10 et ses sister ships O 9 et O 11 sont rattachées à la division côtière. Elles constituaient la partie offensive de la défense côtière néerlandaise.
Du 9 au 11 mai 1940, les O 10et O 9 sont en patrouille au large des côtes des Pays-Bas. Au cours de cette patrouille, le O 9 a été attaquée par des avions militaires allemands. Le 12 mai 1940, avec le  O 9 et un remorqueur, le O 10 s'est enfui vers le Royaume-Uni où ils sont arrivés le 15 mai 1940.
Pendant la guerre, il a patrouillé dans la Manche, l'océan Atlantique et le golfe de Gascogne. De juillet à août 1940, le O 10 a été attaché à la 7e flottille d'entraînement à Rothesay en Écosse et utilisé comme navire cible pour l'entrainement avec le système ASDIC. Il a été transféré à la 9e flottille à Dundee où il a servi du 30 août 1940 à juillet 1944.
Le 11 octobre 1944, le O 10 est mis hors service et en septembre 1946, il est désarmé. En octobre 1946, il a été vendu pour la ferraille.

## Commandants
- Luitenant ter zee 2e klasse (Lt.) Gerrit Quint du 10 novembre 1939 au 15 octobre 1940
- Luitenant ter zee 2e klasse (Lt.) Johan Hendrik Geijs du 15 octobre 1940 au 29 août 1941
- Luitenant ter zee 2e klasse (Lt.) Baron Donald Theodoor Mackay du 29 août 1941 au 7 août 1943
- Luitenant ter zee 1e klasse (Lt.Cdr.) Jean Baptist Maria Joseph Maas du 7 août 1943 au 19 juillet 1944
- Luitenant ter zee 2e klasse (Lt.) Simon Hendrik de Boer du 19 juillet 1944 au 11 octobre 1944

## Palmarès
Le HNLMS O 10 n'a ni coulé, ni endommagé de navire ennemi pendant son service actif.